# Hospital de Huoshenshan
O Hospital de Huoshenshan é um hospital de campo especializado em emergências, construído de 23 de janeiro de 2020 a 2 de fevereiro de 2020 em resposta ao surto de coronavírus Wuhan em 2019-2020.
As suas instalações estão localizada perto do Lago Zhiyin no distrito de Caidian em Wuhan (Hubei) e foi projetado para isolar pessoas portadoras da doença COVID-19. O hospital começou a funcionar sob a jurisdição e a administração do Exército Popular de Libertação após a sua conclusão. Um segundo hospital de campo, o Hospital de Leishenshan, usando o mesmo modelo, abriu a 8 de fevereiro.

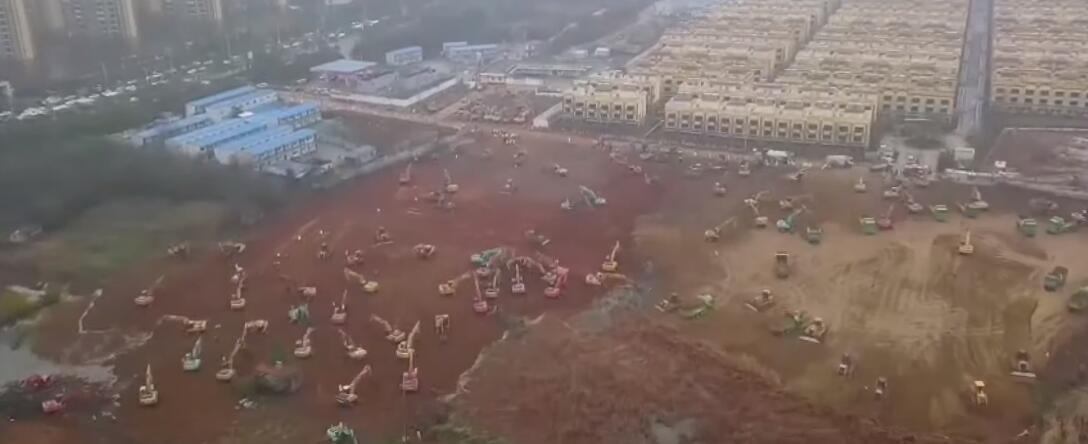
Local de construção do Hospital Huoshenshan